# Hongkong (ostrov)
Hongkong (čínsky v českém přepisu Siang kang tao, pchin-jinem Xiāng gǎng dǎo) je jeden z ostrovů Hongkongu, zvláštní oblasti Čínské lidové republiky. S rozlohou 80,4 kilometru čtverečního je druhým největším hongkongským ostrovem po ostrově Lantau. Je historickým, politickým i hospodářským jádrem Hongkongu. Žije zde přibližně 1,2 miliónu obyvatel, tedy přibližně šestina obyvatel celého Hongkongu.

## Správní členění
Ze správního hlediska je ostrov rozčleněn na čtyři obvody:
- Centrální a západní obvod
- Východní obvod
- Jižní obvod
- Wan Čchaj

## Dějiny
Ostrov je nejstarší částí Hongkongu, která přešla pod britskou kontrolu. Stalo se tak v důsledku Nankingské smlouvy uzavřené v roce 1842, kterou byla ukončena první opiová válka.